# Quatuor à cordes no 1 de Saint-Saëns
Pour les articles homonymes, voir Quatuor à cordes no 1.
Le Quatuor à cordes no 1 en mi mineur opus 112 est une composition de musique de chambre de Camille Saint-Saëns. Composé en 1899 et dédié au violoniste Eugène Ysaÿe, il est créé le 21 décembre 1899 aux Concerts Colonne à Paris.

## Structure
1. Allegro più allegro (à )
2. Scherzo: Molto allegro quasi presto (en mi mineur, à 
)
3. Molto adagio (en la mineur, à 
)
4. Finale: Allegro non troppo (en mi mineur, à )

- Durée d'exécution: trente minutes

## Discographie
- Quartetto di Cremona : Cristiano Gualco et Paolo Andreoli, violons ; Simone Gramaglia, alto ; Giovanni Scaglione, violoncelle (mars 2016, Audite 97.728) (OCLC 1003149734) — avec le Quintette pour piano et cordes, op. 14, Andrea Lucchesini, piano.
- Quatuor Girard (enregistrement public à la fondation Singer-Polignac, 22 mars 2018, B Records) — avec le Quintette pour piano et cordes, op. 14, Guillaume Bellom, piano.